# Antiope (1930)
Antiope (Q160) – francuski dwukadłubowy okręt podwodny z okresu międzywojennego i II wojny światowej, jedna z dziewięciu jednostek typu Diane. Okręt został zwodowany 19 sierpnia 1930 roku w stoczni Ateliers et Chantiers de la Seine-Maritime w Le Trait, a w skład Marine nationale wszedł w październiku 1932 roku. Pełnił służbę na Atlantyku i Morzu Północnym, biorąc udział w kampanii norweskiej, a od zawarcia zawieszenia broni między Francją a Niemcami znajdował się pod kontrolą rządu Vichy. „Antiope” wzięła udział w próbie odparcia desantu Aliantów w Afryce Północnej, a miesiąc później, w grudniu 1942 roku, weszła w skład marynarki Wolnych Francuzów. 26 kwietnia 1946 roku okręt został sprzedany na złom.

## Projekt i budowa
„Antiope” zamówiona została w ramach programu rozbudowy floty francuskiej z 1927 roku. Okręt, zaprojektowany przez Marie-Augustina Normanda i Fernanda Fenaux, należał do ulepszonej w stosunku do 600-tonowych typów Sirène, Ariane i Circé serii jednostek o wyporności 630 ton. Usunięto większość wad poprzedników: okręty charakteryzowały się wysoką manewrowością i krótkim czasem zanurzenia; poprawiono też warunki bytowe załóg.
„Antiope” zbudowana została w stoczni Ateliers et Chantiers de la Seine-Maritime w Le Trait (numer stoczniowy 55) . Stępkę okrętu położono 28 grudnia 1928 roku , a zwodowany został 19 sierpnia 1930 roku.

## Dane taktyczno-techniczne
„Antiope” była średniej wielkości okrętem podwodnym o konstrukcji dwukadłubowej. Długość między pionami wynosiła 64,4 metra, szerokość 6,2 metra i zanurzenie 4,3 metra . Wyporność normalna w położeniu nawodnym wynosiła 571 ton, a w zanurzeniu 809 ton. Okręt napędzany był na powierzchni przez dwa czterosuwowe silniki wysokoprężne Normand–Vickers o łącznej mocy 1400 KM. Napęd podwodny zapewniały dwa silniki elektryczne o łącznej mocy 1000 KM. Dwuśrubowy układ napędowy pozwalał osiągnąć prędkość 14 węzłów na powierzchni i 9 węzłów w zanurzeniu. Zasięg wynosił 2300 Mm przy prędkości 13,5 węzła w położeniu nawodnym (lub 4000 Mm przy prędkości 10 węzłów) oraz 82 Mm przy prędkości 5 węzłów w zanurzeniu . Zbiorniki paliwa mieściły 65 ton oleju napędowego. Dopuszczalna głębokość zanurzenia wynosiła 80 metrów .
Okręt wyposażony był w osiem wyrzutni torped: trzy stałe kalibru 550 mm na dziobie, jedną zewnętrzną kalibru 550 mm na rufie, podwójny zewnętrzny obracalny aparat torpedowy kalibru 550 mm oraz podwójny zewnętrzny obracalny aparat torpedowy kalibru 400 mm . Łącznie okręt przenosił dziewięć torped, w tym siedem kalibru 550 mm i dwie kalibru 400 mm . Uzbrojenie artyleryjskie stanowiło umieszczone przed kioskiem działo pokładowe kalibru 75 mm M1928 L/35 oraz pojedynczy wielkokalibrowy karabin maszynowy Hotchkiss kalibru 13,2 mm L/76. Jednostka wyposażona też była w hydrofony .
Załoga okrętu składała się z 3 oficerów oraz 38 podoficerów i marynarzy.

## Służba
„Antiope” weszła do służby w Marine nationale w październiku 1933 roku . Otrzymała numer burtowy Q160 . W momencie wybuchu II wojny światowej okręt pełnił służbę na Atlantyku, wchodząc w skład 16. dywizjonu okrętów podwodnych w Cherbourgu (wraz z siostrzanymi „Amazone”, „La Sibylle” i „Orphée”) . Dowódcą jednostki był w tym okresie kpt. mar. (fr. lieutenant de vaisseau) M.A.L. Balastre . 10 listopada „Antiope” i „Orphée” wyszły w morze z Brestu, eskortowane przez pomocniczy patrolowiec „Hereux” .
17 marca 1940 roku „Antiope”, „Amazone” i „La Sibylle” wraz z okrętem-bazą okrętów podwodnych „Jules Verne” wyszły z Brestu i via Cherbourg udały się do Harwich, początkowo eskortowane przez francuski niszczyciel „Foudroyant” i okręt hydrograficzny „Amiral Mouchez”, a od kotwicowiska Downs przez brytyjski niszczyciel HMS „Codrington” (D65) i polskie OORP „Burza”, „Błyskawica” i „Grom”, przybywając do portu docelowego 22 marca . Z francuskich jednostek w ramach Home Fleet sformowano 10. Flotyllę okrętów podwodnych, a obszarem jej działania było Morze Północne .
4 kwietnia „Antiope” wyszła z Harwich na swój pierwszy patrol w rejon Helgolandu, powracając do bazy 12 kwietnia  . Jeszcze tego samego dnia jednostka wyszła na kolejną misję bojową, zawijając do Harwich 19 kwietnia  . 28 kwietnia okręt wyszedł na trzeci wojenny patrol pod Texel, powracając do bazy 8 maja  . Po ataku Niemiec na Francję, Belgię i Holandię, w nocy z 10 na 11 maja „Antiope” wyszła na patrol na wody między Lowestoft i Great Yarmouth .
16 maja jednostka ponownie wyszła na patrol na Morze Północne . 20 maja o godzinie 0:56 załoga „Antiope” wystrzeliła na pozycji 53°23′N 3°44′E/53,383333 3,733333 składającą się z trzech torped salwę w kierunku zanurzającego się okrętu podwodnego, którym okazała się siostrzana „La Sibylle”  . Żadna z torped nie trafiła, choć jedna przeszła tuż pod dziobem celu; po tym ataku przebywające w tym rejonie „Antiope”, „La Sibylle” i HMS „Shark” (54S) otrzymały zakaz atakowania okrętów podwodnych . Okręt powrócił do Dundee 28 maja . 4 czerwca 1940 roku „Antiope” i pozostałe francuskie okręty podwodne uczestniczące w kampanii norweskiej wraz z okrętem-bazą opuściły Dundee i powróciły do Brestu, eskortowane przez brytyjskie niszczyciele HMS „Bedouin” i HMS „Ashanti” .
W czerwcu 1940 roku „Antiope” znajdowała się w składzie 16. dywizjonu okrętów podwodnych w Breście, a jej dowódcą był nadal kpt. mar. Balastre . 18 czerwca, wobec zbliżania się wojsk niemieckich do portu w Breście, „Antiope” ewakuowała się do Casablanki (razem z okrętami podwodnymi „Casabianca”, „Sfax”, „Persée”, „Poncelet”, „Ajax”, „Circé”, „Thétis”, „Calypso”, „Amphitrite”, „Amazone”, „La Sibylle”, „Orphée” i „Méduse”) . W listopadzie 1940 roku jednostka stacjonowała w Casablance (wraz z okrętami podwodnymi „Sidi Ferruch”, „Méduse”, „Amazone”, „Amphitrite”, „Orphée”, „La Sibylle” i „Sfax”) .
22 kwietnia 1941 roku z Casablanki w eskorcie awiza „La Boudeuse” wyszły „Antiope”, „Méduse” i „Orphée”, udając się w rejs do Oranu . Jednostki przybyły do miejsca docelowego 24 kwietnia, po czym dwa ostatnie zostały pod dozorem w porcie. Dzięki temu 10 maja w morze mogły wyjść „Diane”, „Eurydice”, „Antiope” i „Thétis”, które w eskorcie torpedowca „La Bayonnaise” 14 maja dotarły do Tulonu  .
W listopadzie 1942 roku, kiedy doszło do lądowania aliantów w Afryce Północnej, „Antiope” bazowała w Casablance (wraz z okrętami podwodnymi „Sidi Ferruch”, „Le Conquérant”, „Le Tonnant”, „Amazone”, „Orphée”, „Méduse”, „Amphitrite”, „La Psyché”, „La Sibylle” i „Oréade”). Rankiem 8 listopada okręt otrzymał rozkaz zaatakowania jednostek inwazyjnych i w zanurzeniu opuścił port między 7:10 a 8:30. Dowodzona przez kmdra ppor. (fr. capitaine de corvette) Millé „Antiope” tuż po godzinie 10:00 wystrzeliła w kierunku amerykańskiego krążownika ciężkiego USS „Tuscaloosa” (CA-37) składającą się z sześciu torped salwę, lecz wszystkie pociski zostały wymanewrowane . Po wykonaniu ataku jednostce udało się uniknąć zatopienia i przedrzeć do Dakaru. W grudniu 1942 roku jednostka weszła w skład marynarki Wolnych Francuzów . W 1944 roku trafiła do rezerwy .
Od stycznia do marca 1945 roku okręt poddano modernizacji, w wyniku której zamiast wkm kal. 13,2 mm zamontowano pojedyncze działko przeciwlotnicze Oerlikon kal. 20 mm Mk II/IV  . Remontu dokonano w USA, w stoczni Philadelphia Naval Shipyard w Filadelfii . Po zakończonym remoncie,  w lipcu 1945 roku jednostka via Azory wypłynęła w rejs do Oranu .
„Antiope” została sprzedana w celu złomowania 26 kwietnia 1946 roku .